# Liriomyza coronillae
Liriomyza coronillae este o specie de muște din genul Liriomyza, familia Agromyzidae, descrisă de Pakalniskis în anul 1994.
Este endemică în Lituania. Conform Catalogue of Life specia Liriomyza coronillae nu are subspecii cunoscute.